# Cherokee Strip
Cherokee Strip – miejscowość spisowa w hrabstwie Kern, w Kalifornii (Stany Zjednoczone), na wysokości 101 m.